# Schermann Adolf
Schermann Adolf (Tétény, 1842. május 17. – Budapest, Erzsébetváros, 1904. április 27.) orvos, Budapest tisztifőorvosa. Vágó Márta írónő nagyapja.

## Élete
Schermann Márkus és Lőwy Teréz zsidó családban született fia. Középiskoláit a budapesti piarista és állami gimnáziumban, egyetemi tanulmányait pedig Pesten és külföldön végezte. 1867-ben Bécsben nyert orvosi oklevelet és gyakorló orvosként Budapesten telepedett le, ahol 1872-ben és 1873-ban mint hatósági koleraorvos működött. 1878-ban tisztifőorvosi szaksegéddé, majd 1894-ben tisztifőorvos-helyettessé nevezték ki. 1897. december 29-én Gebhardt Lajos nyugalomba vonulását követően a székesfővárosi törvényhatósági bizottság megtette a főváros új tisztifőorvosává. Tagja volt a székesfőváros törvényhatósági bizottságának, valamint a közegészségügyi bizottmánynak. 1892-ben Gerlóczy Károly alpolgármesterrel megalapította a Fertőtlenítő Intézetet. Az 1893-as kolerajárvány után megkapta a Ferenc József-rend lovagkeresztjét. 1899 decemberében kinevezték az Országos Közegészségügyi Tanács rendkívüli tagjává. A Galilei szabadkőműves páholy tagja volt.

## Magánélete
Első felesége Schmalbach Leontin (1849–1893) volt, második felesége 1903. február 17-től Stern Karolina.
Gyermekei
- Schermann Emma (1872–1944)[7] a holokauszt áldozata. Férje Gerő Károly (1855–1904) színműíró, színházi titkár volt.
- Schermann Vilma (1875–1944)[8] a holokauszt áldozata. Férje Vágó József (1877–1948) közgazdasági író, újságíró volt.[9]
- Schermann Etel (1877–1944)[10] a holokauszt áldozata. Első férje Keményffy Gyula (1871–1931) orvos volt, akitől elvált. Második férje Szegő Elemér (1880–1939) újságíró volt.[11][12]

Unokamenye Bródy Lili írónő.

## Munkája
- Test- és egészségtan középiskolák, tanítók, szülők és a művelt közönség használatára. Budapest, 1876. (Ism. Protestáns Egyházi és Iskolai Lap, Néptanítók Lapja 1877. 143. l., 2. javított kiadás... 3. javított kiadás, számos a szövegbe nyomott ábrával, 1886. 4. javított kiadás 1891., 5. javított kiadás 1896., 6. javított kiadás 1899., 7. kiadás. 1903. Budapest)